# Алтын-Дала (резерват)
Государственный природный резерват «Алтын Дала» (каз. «Алтын Дала» мемлекеттік табиғи резерваты) — особо охраняемая природная территория со статусом юридического лица, расположенная в Костанайской области Казахстана и призванная способствовать сохранению объектов государственного природно-заповедного фонда, в том числе охране мест обитания, воспроизводства и путей миграции сайгаков. Резерват расположен в Амангельдинском и Джангельдинском районах Костанайской области. В него была включена территория Сарыкопинского заказника.
Резерват состоит из трёх кластерных участков:
1. Сарыкопинский — 52 115 га (система озёр Сарыкопа),
2. Тосынкумский — 95 981 га (пески Тосынкум и участок левобережья реки Тургай),
3. Улы-Жыланшыкский — 341 670 га (опустыненные степи и участок реки Улы-Жыланшык)[3].

Степи и полупустыни в пределах государственного природного резервата составляют около 400 000 га.

## Всемирное наследие
Сарыкопинский заказник был одним из участков серийной номинации «Степи и озёра Северного Казахстана» и претендовал на включение в список Всемирного наследия ЮНЕСКО, но впоследствии был исключен из неё в связи с требованием Комитета Всемирного наследия повысить природоохранный статус заказника. Тем не менее, в 2008 году в своём решении о признании Сарыарки удовлетворяющей природным критериям ix и x Комитет призвал Казахстан рассмотреть возможность расширения данного серийного объекта и включить в него территорию Сарыкопинского заказника с более высоким статусом наряду с дополнительными участками Коргалжынского заповедника.

## Реинтродукция кулана
В 2017 году началась работа по реинтродукции куланов в Центральном Казахстане с целью создания новой группировки вида и восстановления полноты степных экосистем. Работа осуществляется Казахстанской ассоциацией сохранения биоразнообразия (АСБК) совместно с Норвежским институтом исследования природы (Норвегия) и структурами Комитета лесного хозяйства и животного мира МСХ РК, при поддержке международных партнеров — Франкфуртского зоологического общества (FZO, Германия), зоопарка Нюрнберга (Германия), Королевского общества защиты птиц (Великобритания).
Осенью 2017 года в центр реинтродукции АСБК на территории резервата «Алтын Дала» были перевезены 10 куланов (1 самец, 4 самки и 5 сеголетков) из национального парка «Алтын-Эмель». Один из сеголетков был усыплен в связи с его плохим состоянием. Остальные животные были помещены в акклиматизационный загон. На самок были надеты спутниковые ошейники для наблюдения за их перемещением. 4 апреля 2018 года 9 куланов были выпущены на волю. Две самки впоследствии были убиты браконьерами.
В течение 2018—2019 годов планировалось дополнительно перевезти более 30 животных, но в 2018 году попытки поймать куланов в Алтын-Эмеле оказались неудачными.
11 октября 2019 года в центр реинтродукции из Барсакельмесского заповедника были доставлены три кулана. Взрослого самца усыпили из-за серьезной травмы языка, полученной во время перевозки. Оставшиеся животные, взрослая самка и молодой самец, были выпущены в загон. У них родились жеребёнок женского пола в июне 2021 года и мужского пола в мае 2022 года.
В ноябре 2021 года самец из вольера перепрыгнул через сетку и оказался на свободе. Другой самец, из завоза 2017 года, пробился в вольер и присоединился к стаду в мае 2022. В ноябре 2022 года в резерват были перевезены 4 кулана из Алтын-Эмеля: 2 взрослые самки, годовалый самец и самка-сеголеток. Взрослые самки были приняты стадом в вольере без проблем. Но взрослый самец проявил агрессию к молодым животным. Они были атакованы им и погибли в течение месяца.
В конце сентября 2024 года впервые в Казахстане был апробирован метод длительной наземной перевозки куланов. 24 особи пробыли в пути 50 часов и преодолели 2139 км. В связи с тем, что куланы являются стадными животными, их перевозили их не в индивидуальных транспортировочных ящиках, а группами в контейнерах. Так они чувствуют себя более уверенно и спокойно. Опираясь на опыт перевозок копытных в Южной Африке, были построены специальные контейнеры. В каждом перевозили по восемь куланов – самок и сеголетков, без взрослых самцов. Контейнеры были специально оборудованы, чтобы иметь возможность кормить и поить животных во время остановок. Кроме того, в контейнерах была установлена система видеонаблюдения, чтобы следить за поведением и состоянием куланов в реальном времени. В ближайшие пять лет планируется перевозить куланов группами в контейнерах от 30 до 50 особей ежегодно.